# Azzari
Azzari è un cognome di lingua italiana.

## Varianti
Azara, Azari, Azzali, Azzalin, Azzalini, Azzaloni, Azzarelli, Azzaretti, Azzarini, Azzariti, Azzaro, Azzaroli, Azzaroni, Azzarri, De Azara.

## Origine e diffusione
Cognome tipicamente settentrionale, è presente prevalentemente in Lombardia ed Emilia-Romagna.
Potrebbe derivare da un soprannome legato all'acciaio, probabilmente a causa di un mestiere ad esso legato esercitato dal capostipite. Deriva dal settentrionale azar, "acciaio", ed è quindi affine al cognome Acciai.
La variante Azzali è emiliana e romagnola.